# Tyngdebølge
 Ikke at forveksle med gravitationsbølge.
Tyngdebølger er forstyrrelser, som optræder inden for fluidmekanik (hydrodynamik og aerodynamik) og som udbreder sig styret af det lokale tyngdefelt. Ganske almindelige havbølger er tyngdebølger, og det gælder også for den mere voldsomme variant, tsunamier. Det er derfor inden for videnskabsområder som oceanografi og meteorologi, at man mest arbejder med tyngdebølger. Men de optræder også i astronomisk sammenhæng.
Tyngdebølger kan udbrede sig på grænsefladen mellem to ’’fluider’’, f. eks. mellem havoverfladen og lufthavet (’’eksterne tyngdebølger’’), eller inde i et kontinuert medie, eksempelvis atmosfæren (’’interne tyngdebølger’’). Ikke alle vandbølger er dog tyngdebølger: Hvis bølgelængden er under ca. 1 cm, er det vandets overfladespænding, som præger bevægelsen snarere end tyngdefeltet, og man taler da om kapillarbølger.

## Eksempler på tyngdebølger
På billedet ovenfor ses tyngdebølger dannet på læsiden af en 881 m høj vulkantop på øen L’Île Amsterdam. Luften løftes op over vulkanen, hvorved der med tyngdens hjælp dannes en bølge bag vulkanen. Når luften løftes op mod en bølgetop, afkøles den, og det får vanddamp til at kondensere i form af en sky. Når luften herefter synker ned i en bølgedal, opvarmes den og skyen fordamper. Resultatet er en vekslen mellem striber af skyer og striber af klar himmel, hvor skyerne markerer bølgetoppene. Højere oppe i atmosfæren kan der i forbindelse med en jetstrøm dannes skyformationen cirrus vertebratus, hvor tyngdebølger danner et cirrusskymønster, som kan minde om et fiskeskelet.

## Tyngdebølger og gravitationsbølger
Tyngdebølger må ikke forveksles med gravitationsbølger. Gravitationsbølger og tyngdebølger er begge styret af gravitationskraften og er begge bølger, men bortset herfra er der tale om vidt forskellige fænomener. Når en gravitationsbølge passerer, sker der en deformation af rummet, medens en tyngdebølge forårsager en forstyrrelse af stof i rummet. Den første type bevæger sig problemfrit gennem det tomme rum, den anden kræver et stofligt medie. Medens gravitationsbølger har baggrund i en kompliceret teori og påvisning af dem kræver avanceret teknik og omfattende databehandling, så er tyngdebølger en dagligdags oplevelse.

## Tyngdebølger på Venus og Mars
Planeten Venus roterer meget langsomt, men de øverste skyer bevæger sig med en fart på omkring 100 m/s (’superrotation’). I synligt lys kan man ikke se planetens overflade, fordi den globalt er dækket af et tykt skylag bestående af dråber af svovlsyre. Skylaget har en tykkelse på op til 20 km og dets overside befinder sig i en højde af 65 km over overfladen. I 2015 opdagede man på fotografier optaget af den japanske rumsonde Akatsuki i kredsløb om Venus nogle skyformationer, som i kontrast hertil i flere døgn holdt sig næsten fast over et underliggende højland på planetens overflade. Fænomenet fortolkes som en tyngdebølge opstået ved passagen af dybereliggende skyer hen over det bjergrige område ’Aphrodite Terra’. Fortolkningen støttes af numeriske beregninger. Et problem for udlægningen er dog, at det normalt antages, at der er nærmest vindstille helt nede ved overfladen, men dette er måske alligevel ikke tilfældet.
Mars-landeren Curiosity, der befinder sig på planetens overflade nær ækvator, har i flere tilfælde registreret, hvad der formodes at være tyngdebølger frembragt af en lokal overfladeformation. På sol 1302 (4. april 2016 på Jorden) filmede sonden en række parallelle skyformationer i bevægelse på himlen. Da marsatmosfæren er meget tynd, krævede påvisningen, at filmbillederne blev kontrastforstærket.

## Tyngdebølger i Solen
Solens overflade bølger op og ned på en forholdsvis lille skala, og det sker ved mange forskellige frekvenser. Disse svingninger rummer imidlertid en stor righoldighed af information om forholdene i Solens indre. Observationer og teoretisk behandling af svingningerne kaldes helioseismologi. Svingninger med høj frekvens skyldes ’trykbølger’ (p-bølger), som forplanter sig i Solens øvre lag og er lette at observere. Men herudover dannes der lavfrekvente ’tyngdebølger’ (g-bølger) i Solens kerneområde. Disse sætter dog ikke noget tydeligt aftryk på forholdene ved Solens overflade og er derfor vanskelige at måle på.
Med solobservatoriet SoHO, som styres af ESA og NASA og som stedse befinder sig nær det solvendte første lagrangepunkt (L1), hvor den har samme omløbstid som Jorden, er det imidlertid lykkedes at finde og analysere g-bølger. En gruppe astronomer, ledet af franskmanden Eric Fossat, har benyttet sondens observationer gennem 16,5 år i analysen. Overraskende nok viser det sig, at Solens kerne roterer med en periode på kun 7 døgn i kontrast til overfladen, som ved ækvator bruger 25 og nær polerne 35 døgn om at snurre én gang rundt. Kernen menes at have roteret uændret siden Solens dannelse for 4,6 milliarder år siden, medens koblingen mellem magnetfeltet i de ydre lag og solvinden med tiden har bremset rotationen i disse lag.

## Tyngdebølger i neutronstjerner?
Helioseismologi (altså studiet af Solens svingninger) har med stort udbytte kunnet udvides til nogle af de nærmeste sollignende stjerner under navnet asteroseismologi, asteros = stjerne. Også neutronstjerner forventes at udvise svingninger, men den meget større densitet bevirker, at svingningstiderne for tyngdebølger forventes at have perioder på mellem 10 og 400 ms. Neutronstjerner menes på overfladen at indeholde normale atomkerner, der jo består af protoner og neutroner, som igen består af up- og down-kvarker. Disse kerner er fastlåst i et krystalgitter, som også indeholder elektroner, der frit kan bevæge sig gennem gitteret. Bevæger man sig ind i neutronstjernen, støder man på atomkerner med et voksende antal neutroner. Længere inde presses frie neutroner ud af kernerne og til sidst nås en tilstand, hvor der næsten kun er neutroner til stede. Den nøjagtige sammensætning af stoffet i centret af neutronstjerner er ukendt, fordi tilstandsligningen for stof under så ekstreme tryk er ukendt. Måske indeholder centret mere eksotiske former for elementarpartikler, såsom pioner og kaoner eller sære kvarker. En påvisning af tyngdebølger i neutronstjerner vil kunne give værdifulde informationer om deres centralområde.